# 微軟正黑體
微軟正黑體（英語：Microsoft JhengHei）是微軟公司的一款全面支援ClearType技術的TrueType無襯線（Sans-Serif）繁體中文字型，檔案名稱為MSJH.TTF；同時也符合中華民國教育部的國字標準字體的標準。
微軟正黑體由蒙納成像股份有限公司设计，是隨著繁體中文版Windows Vista及Office 2007一起發布的字型，也是Windows Vista和Windows 7預設的字型，屬於Segoe家族的一部份。在使用的ClearType功能的液晶顯示器中，微軟正黑體比以前Windows XP預設的新細明體更清晰易讀。
該字型家族還包括「微軟正黑體 Bold」（微軟正黑體 粗體），檔案名稱為MSJHBD.TTF。这个粗体不是单纯的将普通字符加粗，而是在具体笔画上分别进行处理，因此是独立的字型。另外Windows 8.1上開始額外附帶「微軟正黑體 Light」。
由Windows 8開始，微軟正黑體新增了用作系統介面顯示的「Microsoft JhengHei UI」，因此檔案名稱改為MSJH.TTC，該檔案同時收錄了「微軟正黑體」和「Microsoft JhengHei UI」兩個字型。

## 已知問題
微軟正黑體問世後，被發現存在一些問題：

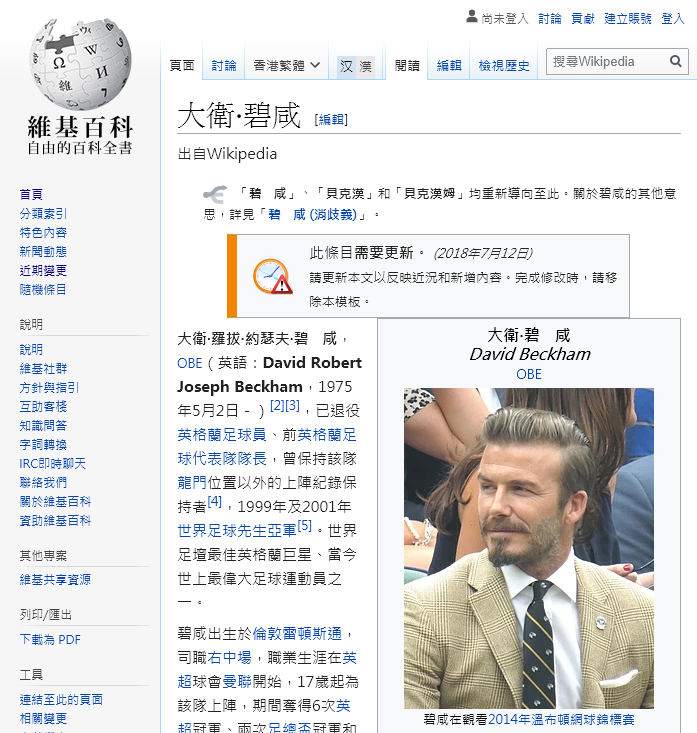
以微軟正黑體觀看香港繁體版維基百科條目大衛·碧咸（大衛·貝克漢）時，可見粗體（貝克漢照片上方）的「碧」字的右邊多了大約一個全形空格的空間。

- 當使用該字體粗體顯示「碧」、「筵」、「綰」繁体字的右邊會多了大約一個全形空格的空間（碧筵）。不過，這個問題在6.15版中得到了解決。[1]此問題的影響程度會隨著使用的應用程式而有所不同，例如在記事本（僅傳統版）、Internet Explorer（字型版本為6.13或以下）和Excel會如此，Word或WordPad則不會。官方建議使用者可透過以下方式暫時解決問題[2]：
  - 使用微軟正黑體字型時不要用粗體。
  - 暫不要用微軟正黑體來顯示中文。

此外，另有博客發現可用軟件自行修改該某些字的字寬解決問題。
- 拉丁字母撇號（apostrophe）、單引號、雙引號（U-0148「‘」，U-0149「’」，U-201C「“」，U-201D「”」）等字，因其为西文及简体中文共用之故，使用全形固定寬度，假如使用微軟正黑體顯示西歐語系語言，常常會出現不自然的空白。
- 當非粗體顯示縱向文本時，代表部首等字元將發生重疊：
- 微軟正黑體6.02（Windows 7版本）在小字體（如9pt字體）的呈現，筆劃線條在視覺上仍有比重不平均、欠缺美觀問題。尤其用來顯示簡體字文章或日文文章時，各文字不等高的問題仍嚴重[4]。這種問題是由於Windows系統文字向量繪圖過程中強制進行字體微調（Hinting）所造成的，若使用第三方插件（如MacType）或設法關閉字體微調，即可解決此類問題。
- 㘛（U+361B）字被誤寫作龕（U+9F95）字。（㘛）
- 踜（U+8E1C）字被誤寫作踆（U+8E06）字。（踜、踆）
- 龦（U+9FA6）字被誤寫作𤎌（U+2438C）字。（龦、𤎌）
- （U+4039，裏面是兩個人）字和鿃（U+9FC3，裏面是兩個入）字的寫法顛倒了，微軟的細明體同樣有此錯誤。（鿃）

## 版本
- 5.00 — 包含在Windows Vista、Windows Server 2008和Traditional Chinese ClearType fonts for Windows XP
- 6.00（粗體） — 包含在Windows 7、Windows Server 2008 R2
- 6.02（標準體） — 包含在Windows 7、Windows Server 2008 R2
- 6.10 — 包含在Windows 8、Windows Server 2012
- 6.11 — 包含在Windows 8.1、Windows Server 2012 R2
- 6.12、6.13、6.14、6.15 — 包含在Windows 10、Windows Server 2016、Windows Server 2019、Windows Server 2022、Windows 11、Windows Server 2025

## 参見
- Segoe UI
- 微软雅黑
- Meiryo
- Malgun Gothic

## 外部連結
- Traditional Chinese ClearType fonts for Windows XP – 繁體中文 （页面存档备份，存于）（繁體中文）
- Traditional Chinese ClearType fonts for Windows XP （页面存档备份，存于）（英文）
- Microsoft Typography : Microsoft JhengHei （页面存档备份，存于） （英文）